# Wilbrandia longisepala
Wilbrandia longisepala är en gurkväxtart som beskrevs av Célestin Alfred Cogniaux. Wilbrandia longisepala ingår i släktet Wilbrandia och familjen gurkväxter. Inga underarter finns listade i Catalogue of Life.